# Grammaire du romanche grison
 (juillet 2016).
La grammaire du romanche grison décrit la grammaire de la langue écrite normée du romanche.

## Grammaire

### Verbes
Les verbes se terminent à l’infinitif en –ar, -air, –er ou –ir. Il y a six temps (présent, imparfait, parfait, plus-que-parfait, futur, futur antérieur) et quatre modes (indicatif, subjonctif, conditionnel, impératif).

#### Infinitif
| gidar | tegnair | vender | partir |

Les infinitifs en –er sont toujours accentués au radical, les autres sont accentués à la terminaison.

#### Présent de l'indicatif
| jau | gid    | tegn    | vend    | part   |
| ti  | gidas  | tegnas  | vendas  | partas |
| el  | gida   | tegna   | venda   | parta  |
| nus | gidain | tegnain | vendain | partin |
| vus | gidais | tegnais | vendais | partis |
| els | gidan  | tegnan  | vendan  | partan |

Les verbes avec une double consonne avant la terminaison de l'infinitif la simplifient à la première personne du singulier (metter – jau met).
Les verbes en –ger, –giar, –gir, –miar, –ziar, ainsi qu'avec voyelle se terminent en –el à la première personne du singulier. La même chose se produit avec des verbes dont la 1re personne du singulier serait sinon difficile à prononcer, ainsi qu'avec quelques autres verbes:
- diriger – jau dirigel
- scuar – jau scuel
- suffrir – jau suffrel
- cumprar – jau cumprel
- giaschair – jau giaschel

Une multitude de verbes introduit dans les  formes accentuées au radical la syllabe –esch– :
- finir – finesch, fineschas, finescha, finin, finis, fineschan

Certains Verbes en –ar, –air et -ir modifient la voyelle du radical dans les formes accentuées du radical:
|        | Infinitif | 3. Singulier | 1. Pluriel |
| u → o  | purtar    | porta        | purtain    |
| a → ai | tadlar    | taidla       | tadlain    |
| e → ai | palesar   | palaisa      | palasain   |
| a → o  | dumandar  | dumonda      | dumandain  |
| u → au | dudir     | daucar       | dudin      |

Certains verbes en –er modifient la voyelle du radical dans les formes accentuées à la fin:
|        | Infinitif | 3. Singulier | 1. Pluriel |
| o → u  | volver    | volva        | vulvain    |
| ai → a | baiver    | baiva        | bavain     |
| au → u | sclauder  | sclauda      | scludain   |

#### Subjonctif présent de l'indicatif
| che jau | gidia  | tegnia  | vendia  | partia  |
| che ti  | gidias | tegnias | vendias | partias |
| ch'el   | gidia  | tegnia  | vendia  | partia  |
| che nus | gidian | tegnian | vendian | partian |
| che vus | gidias | tegnias | vendias | partias |
| ch'els  | gidian | tegnian | vendian | partian |

Le subjonctif présent est toujours accentué au radical. Ainsi  les modifications des verbes qui sont prononcés au radical à l'indicatif apparaissent ici aussi à toutes les formes :
- purtar → che jau portia, portia, che nus portian
- finir → ch'el fineschia, ch'els fineschian

Les formes de la 1. Sg et 3. Sg, 2. Sg et 2. Pl, de même que de la 1. Pl et 3. Pl se correspondent en principe.
Le subjonctif est – à la différence des autres langues romanes, mais comme en allemand – utilisé dans le discours indirect :
- El ha ditg: «Jau vom a Svizra.»
- El aveva ditg, ch'el giaja a Svizra.

- Ella ha dumandà: «Vulais in mail?»
- Ella ha dumandà, sche nus veglian in mail.

En outre, comme dans les autres langues romanes, il est utilisé dans la proposition subordonnée suivant certaines expressions.

#### Impératif
| (ti)  | gida!  | tegna!  | venda!  | parta! |
| (vus) | gidai! | tegnai! | vendai! | parti! |

Les formes de l'impératif de la 2. personne du singulier sont accentuées au radical et présentent les mêmes modifications qu'au subjonctif et à l'indicatif présent (tadlar: taidla! – tadlai!, finir: finescha! – fini!). Les formes de la 2. personne du pluriel sont accentuées à la fin et présentent pour les verbes en –er les mêmes modifications qu'à l'indicatif présent (volver: volva! – vulvai!)
 L'impératif négatif est formé sous la forme (na) + Impératif + betg:
- Ta lave! – Lave-toi!
- Ta lave betg! ou Na ta lave betg! – Ne te lave pas!

Aux autres personnes, on utilise les formes du verbe duair (devoir):
- Els duain gidar! – Ils doivent aider!

#### Imparfait
| jau | gidava  | tegneva  | vendeva  | partiva  |
| ti  | gidavas | tegnevas | vendevas | partivas |
| el  | gidava  | tegneva  | vendeva  | partiva  |
| nus | gidavan | tegnevan | vendevan | partivan |
| vus | gidavas | tegnevas | vendevas | partivas |
| els | gidavan | tegnevan | vendevan | partivan |

Les formes du 1. Sg et 3. Sg, 2. Sg et 2. Pl, de même que la 1. Pl et 3. Pl se correspondent en principe. Elles sont toujours accentuées à la fin (volver → vulveva; voir présent de l'indicatif).

#### Conditionnel
| jau | gidass   | tegness   | vendess   | partiss   |
| ti  | gidassas | tegnessas | vendessas | partissas |
| el  | gidass   | tegness   | vendess   | partiss   |
| nus | gidassan | tegnessan | vendessan | partissan |
| vus | gidassas | tegnessas | vendessas | partissas |
| els | gidassan | tegnessan | vendessan | partissan |

Les formes du 1. Sg et 3. Sg 2. Sg et 2. Pl, ainsi que la 1. Pl et 3. Pl se correspondent en principe. Ils sont toujours accentuées à la fin (volver → vulvess, voir présent de l'indicatif).

#### Gérondif
| gidond | tegnend | vendend | partind |

#### Participe Passé
| singulier | gidà, gidada    | tegnì, tegnida    | vendì, vendida    | partì, partida   |
| pluriel   | gidads, gidadas | tegnids, tegnidas | vendids, vendidas | partids, partida |

Certains verbes qui sont d'habitude réguliers ont ici des formes divergentes, par exemple avrir – avert, cuvrir – cuvert, entschaiver – entschet, metter – mess, morder – mors, suffrir – suffert, vesair – vis, volver – vieut, etc.

#### Parfait
| jau   | hai gidà   | hai tegnì   | hai vendì   | sun partì / partida      |
| ti    | has gidà   | has tegnì   | has vendì   | es partì / partida       |
| el    | ha gidà    | ha tegnì    | ha vendì    | è partì                  |
| ella  | ha gidà    | ha tegnì    | ha vendì    | è partida                |
| nus   | avain gidà | avain tegnì | avain vendì | essan partids / partidas |
| vus   | avais gidà | avais tegnì | avais vendì | essas partids / partidas |
| els   | han gidà   | han tegnì   | han vendì   | èn partids               |
| ellas | han gidà   | han tegnì   | han vendì   | èn partidas              |

En général, le parfait se construit avec la forme conjuguée du verbe auxiliaire avair (avoir) et du participe parfait (voir gidar). Les verbes suivants le forment cependant avec l'auxiliaire du verbe esser (être), et la forme du participe passé harmonisée avec le sujet (voir partir):
- Les verbes de mouvement: ir (aller), partir (partir), fugir (fuir), etc.
- Les verbes qui expriment une modification de l'état: crescher (grandir), nascher (naître), etc.
- esser (être), star (être debout), restar (rester)

Les verbes transitifs et réflexifs peuvent accorder le participe en genre et en nombre (au choix) avec l'objet auquel ils se réfèrent.

Jau hai la vis. ou Jau hai la visa. – Je l'(elle)ai vue.

#### Plus-que-parfait
| jau | aveva gidà | aveva tegnì | aveva vendì | era partì / partida |
| ... |            |             |             |                     |

Il est formé avec l'imparfait du verbe auxiliaire avair respectivement esser et avec le participe parfait (cf. parfait).

#### Futur
| jau | vegn a gidar   | vegn a tegnair   | vegn a vender   | vegn a partir   |
| ti  | vegns a gidar  | vegns a tegnair  | vegns a vender  | vegns a partir  |
| el  | vegn a gidar   | vegn a tegnair   | vegn a vender   | vegn a partir   |
| nus | vegnin a gidar | vegnin a tegnair | vegnin a vender | vegnin a partir |
| vus | vegnis a gidar | vegnis a tegnair | vegnis a vender | vegnis a partir |
| els | vegnan a gidar | vegnan a tegnair | vegnan a vender | vegnan a partir |

Le futur se construit sous la forme: verbe auxiliaire  vegnir + a (devant une voyelle: ad) + infinitif.

#### Futur II
| jau | vegn ad avair gidà | vegn ad avair tegnì | vegn ad avair vendì | vegn ad esser partì / partida |

Le futur II est formé avec le verbe auxiliaire vegnir + ad + infinitif du verbe auxiliaire avair respectivement esser + participe passé du verbe principal.

#### Passif
Le passif est construit avec le verbe auxiliaire vegnir et la forme conjuguée du participe parfait:
jau vegn elegì / elegida – je suis élu

#### Verbes réflexifs
Le pronom réflexif (non accentué) se place toujours avant le verbe:
| Infinitif | 1. singulier, présent de l'indicatif | Impératif singulier | 3. singulier du parfait     |
| sa lavar  | jau ma lav                           | ta lava!            | ella ha sa lavà (lavada)    |
| s'occupar | jau m'occup                          | t'occup!            | ella ha s'occupà (occupada) |

#### Verbes irréguliers
Les formes régulières ne sont pas indiquées.
- esser – être

|     | Prés. ind. | Imparfait. | Subj. prés. | Cond.  | Impératif |
| jau | sun        | era        | saja        | fiss   |           |
| ti  | es         | eras       | sajas       | fissas | sajas!    |
| el  | è          | era        | saja        | fiss   |           |
| nus | essan      | eran       | sajan       | fissan |           |
| vus | essas      | eras       | sajas       | fissas | sajas!    |
| els | èn         | eran       | sajan       | fissan |           |

Part. parfait. : stà, stada
Gérondif : essend / siond 
En outre, est irrégulier : èsi (Forme inversée è + i)
- avair - avoir

|     | Ind. prés. | Subj. prés. | Impératif |
| jau | hai        | haja        |           |
| ti  | has        | hajas       | hajas!    |
| el  | ha         | haja        |           |
| nus | avain      | hajan       |           |
| vus | avais      | hajas       | hajas!    |
| els | han        | hajan       |           |

Part. parfait: gì, gida
- venir– venir, devenir

|     | Ind. prés. | Impératif |
| jau | vegn       |           |
| ti  | vegns      | ve!       |
| el  | vegn       |           |
| nus | vegnin     |           |
| vus | vegnis     | vegni!    |
| els | vegnan     |           |

- duair – devoir

|     | Ind. prés. | Subj. prés. |
| jau | duai       | duaja       |
| ti  | duais      | duajas      |
| el  | duai       | duaja       |
| nus | duain      | duajan      |
| vus | duais      | duajas      |
| els | duain      | duajan      |

- pudair – pouvoir

|     | Ind. prés. | Subj. prés. | Impératif |
| jau | poss       | possia      |           |
| ti  | pos        | possias     | –         |
| el  | po         | possia      |           |
| nus | pudain     | possian     |           |
| vus | pudais     | possias     | –         |
| els | pon        | possian     |           |

- savair – savoir

|     | Ind. prés. | Subj. prés. | Impératif |
| jau | sai        | sappia      |           |
| ti  | sas        | sappias     | sappias!  |
| el  | sa         | sappia      |           |
| nus | savain     | sappian     |           |
| vus | savais     | sappias     | sappias!  |
| els | san        | sappian     |           |

- stuair - devoir

|     | Ind. prés. | Subj. prés. | Impératif |
| jau | stoss      | stoppia     |           |
| ti  | stos       | stoppias    | –         |
| el  | sto        | stoppia     |           |
| nus | stuain     | stoppian    |           |
| vus | stuais     | stoppias    | –         |
| els | ston       | stoppian    |           |

- vulair - vouloir

|     | Ind. prés.    | Imparfait       | Subj. prés. | Cond.             | Impératif |
| jau | vi            | leva / vuleva   | veglia      | less / vuless     |           |
| ti  | vuls          | levas / vulevas | veglias     | lessas / vulessas | veglias!  |
| el  | vul           | leva / vuleva   | veglia      | less / vuless     |           |
| nus | lain / vulain | levan / vulevan | veglian     | lessan / vulessan |           |
| vus | lais / vulais | levas / vulevas | veglias     | lessas / vulessas | veglias!  |
| els | vulan         | levan / vulevan | veglian     | lessan / vulessan |           |

- ir – aller

|     | Ind. prés. | Imparfait. | Subj. prés. | Cond.   | Impératif |
| jau | vom        | gieva      | giaja       | giess   |           |
| ti  | vas        | gievas     | giajas      | giessas | va!       |
| el  | va         | gieva      | giaja       | giess   |           |
| nus | giain      | gievan     | giajan      | giessan |           |
| vus | giais      | gievas     | giajas      | giessas | giai!     |
| els | van        | gievan     | giajan      | giessan |           |

Part. parfait : ì, ida
Gérondif : giond
- far – faire

|     | Ind. prés. | Imparfait. | Subj. prés. | Cond.      | Impératif |
| jau | fatsch     | fascheva   | fetschia    | faschess   |           |
| ti  | fas        | faschevas  | fetschias   | faschessas | fa!       |
| el  | fa         | fascheva   | fetschia    | faschess   |           |
| nus | faschain   | faschevan  | fetschian   | faschessan |           |
| vus | faschais   | faschevas  | fetschias   | faschessas | faschai!  |
| els | fan        | faschevan  | fetschian   | faschessan |           |

Part. parfait : fatg, fatga
Gérondif : faschond
- dar – donner

|     | Ind. prés. | Imparfait. | Subj. prés. | Cond.  | Impératif |
| jau | dun        | deva       | dettia      | dess   |           |
| ti  | das        | devas      | dettias     | dessas | dà!       |
| el  | dat        | deva       | dettia      | dess   |           |
| nus | dain       | devan      | dettian     | dessan |           |
| vus | dais       | devas      | dettias     | dessas | dai!      |
| els | dattan     | devan      | dettian     | dessan |           |

Part. parfait : dà, dada
Gérondif : dond
- dir – dire

|     | Ind. prés. | Imparfait. | Subj. prés. | Cond.    | Impératif |
| jau | di         | sheva      | dia         | schess   |           |
| ti  | dis        | schevas    | dias        | schessas | di!       |
| el  | di         | sheva      | dia         | schess   |           |
| nus | schain     | schevan    | dian        | schessan |           |
| vus | schais     | schevas    | dias        | schessas | schai!    |
| els | din        | schevan    | dian        | schessan |           |

Part. parfait : ditg, ditga
Gérondif : schend
- star - être debout

|     | Ind. prés. | Imparfait. | Subj. prés. | Cond.   | Impératif |
| jau | stun       | steva      | stettia     | stess   |           |
| ti  | stas       | stevas     | stettias    | stessas | stà!      |
| el  | stat       | steva      | stettia     | stess   |           |
| nus | stain      | stevan     | stettian    | stessan |           |
| vus | stais      | stevas     | stettias    | stessas | stai!     |
| els | stattan    | stevan     | stettian    | stessan |           |

Part. parf.: stà, stada
Gérondif: stond
- fugir – fuir

|     | Ind. prés. | Impératif |
| jau | fugel      |           |
| ti  | fuis       | fui!      |
| el  | fui        |           |
| nus | fugin      |           |
| vus | fugis      | fugi!     |
| els | fuin       |           |

- trair – tirer (dans le sens de tirer sur une corde p. ex.)

|     | Ind. prés. | Imparfait. | Subj. prés. | Cond.    | Impératif |
| jau | tir        | tirava     | tiria       | tirass   |           |
| ti  | tiras      | tiravas    | tirias      | tirassas | tira!     |
| el  | tira       | tirava     | tiria       | tirass   |           |
| nus | tirain     | tiravan    | tirian      | tirassan |           |
| vus | tirais     | tiravas    | tirias      | tirassas | tirai!    |
| els | tiran      | tiravan    | tirian      | tirassan |           |

Part. parfait: tratg, tratga
Gérondif: tirond

### Les substantifs

#### Formation du pluriel
Les substantifs peuvent être masculin ou féminin. Le pluriel est formé régulièrement en ajoutant la terminaison -s au substantif. Ceux qui finissent déjà en -s au singulier restent inchangés au pluriel. Les exceptions sont les substantifs qui finissent sur une voyelle accentuée. Ainsi –è devient –els au pluriel, –à devient –ads, de même que –ì devient –ids:
- bratsch – bratschs (Bras)
- figl – figls (Fils)
- figlia – figlias (Fille)
- chasa – chasas (Maison)
- nas – nas (Nez)
- tscharvè – tscharvels (Cerveau)
- pra – prads (Prairie)
- vestgì – vestgids (Vêtements)

Le seul irrégulier est:
- um – umens (Homme)

#### Pluriel collectif
Un phénomène typiquement romanche est le pluriel collectif. Il se produit chez les substantifs masculins souvent présents au pluriel. Il se comporte comme un substantif féminin au singulier.
- il mail → la pomme
- ils mails → les pommes (dénombrables, selon la quantité)
- la maila → les pommes (non dénombrables, en général)

### Article
|                          | Article indéfini singulier | Article singulier défini | Article défini pluriel |
| Masculin devant consonne | in                         | il                       | ils                    |
| Masculin devant voyelle  | in                         | l'                       | ils                    |
| Féminin devant consonne  | ina                        | la                       | las                    |
| Féminin devant voyelle   | in'                        | l'                       | las                    |

Il n'existe pas d'article indéfini au pluriel.

### Les adjectifs
Un adjectif s'accorde toujours en genre et en nombre avec le substantif auquel il se rapporte.
- il grond chaun – il chaun è grond (le grand chien – le chien est grand)
- ils gronds chauns – ils chauns èn gronds (les grands chiens – les chiens sont grands)
- la gronda paraid – la paraid è gronda (le grand mur – le mur est grand)
- las grondas paraids – las paraids èn grondas (les grands murs – les murs sont grands)

Les adjectifs en –al, –el, –en ou –er excluent le –a respectivement le –e aux formes du féminin. L'écriture de la consonne précédente peut aussi changer :
- cotschen – cotschna (rouge)
- meglier – meglra (mieux)
- agen – atgna (curieux)
- bel – bella (beau)
- svizzer – svizra (suisse)

L'augmentation se construit régulièrement avec pli (« plus ») :
- grond – pli grond – il pli grond (grand – plus grand – le plus grand)

Les adjectifs suivants ont en plus de leurs formes régulières également des formes irrégulières :
| Positif | Comparatif          | Superlatif                | Traduction                               |
| bun     | meglier / pli bun   | il meglier / il pli bun   | bien – mieux – le mieux                  |
| mal     | pir / pli mal       | il pir / il pli mal       | mal – pire – le pire                     |
| nausch  | mender / pli nausch | il mender / il pli nausch | méchant – plus méchant – le plus méchant |

Exemples :
- Questa giacca è pli pitschna che quella. (Cette veste est plus petite que celle-là.)
- Questa giacca è uschè pitschna sco quella. (Cette veste est aussi petite que celle-là.)
- Questa giacca è main pitschna che quella. (Cette Veste n'est pas aussi petite que celle-là.)

### Les pronoms

#### Les pronoms personnels
|                    | Sujet | Sujet (Inversion) | Objet accentué | Objet inaccentué | Refléxif accentué | Le réflexe de inaccentu |
| 1. Sg.             | jau   | –a                | mai            | ma (m')          | mai               | ma (m')                 |
| 2. Sg.             | ti    | –                 | tai            | ta (t')          | tai               | ta (t')                 |
| 3. Sg. (masc.)     | el    | 'l                | el             | al               | sai               | sa (s')                 |
| 3. Sg. (fem.)      | ella  | 'la               | ella           | la (l')          | sai               | sa (s')                 |
| 1. Pl.             | nus   | –sa               | nus            | ans              | nus               | ans                     |
| 2. Pl.             | vus   | –                 | vus            | as               | vus               | as                      |
| 3. Pl. (masc.)     | els   | –i                | els            | als              | sai               | sa (s')                 |
| 3. Pl. (fem.)      | ellas | –i                | ellas          | las              | sai               | sa (s')                 |
| Vous (Forme polie) | Vus   | –                 | Vus            | As               | Vus               | As                      |

Contrairement à la plupart des langues romanes, les pronoms sont généralement présents et rarement omis.
Le pronom ins correspond au français « on » et à la troisième personne du singulier. Lors d'une inversion, une élision se produit :
ins vesa → ves'ins (on voit → voit-on)
La plupart des formes monosyllabiques y accrochent cependant un –n :
han ins, èn ins, san ins, din ins, cuan ins, et bien plus encore.
Le pronom i (devant voyelle : igl) est utilisé dans les expressions impersonnelles (i plova – il pleut, igl è bain – c'est bien) ; il se trouve alors avec la troisième personne du singulier du verbe. Lors d'une inversion, il est ajouté au verbe  (oz datti ... – aujourd'hui, il y a ...). Il peut également être utilisé comme synonyme de ins, mais se trouve alors à la troisième personne du pluriel.
Dans une inversion, les pronoms du sujet fusionnent – à condition qu'ils ne soient pas spécialement accentués – avec le verbe : jau gid – oz gida (je l'aide –  aujourd'hui j'aide)
Les pronoms d'objets accentués sont utilisés après les prépositions (per tai – « pour toi »), ou pour une accentuation particulière. Ils se placent ensuite après le verbe, respectivement lors d'une inversion après le pronom du sujet auquel ils se rapportent : Jau ves tai. – Je te vois (et non pas quelqu'un d'autre).
Les pronoms d'objet non accentués sont devant le verbe conjugué (Jau na ta ves betg – Je ne te vois pas) respectivement – si existant – devant l'infinitif (Jau na vul betg ta vesair – Je ne veux pas te voir). Dans le cas d'une inversion, ils ne sont pas utilisés, on utilise alors les formes accentuées.
Vers les pronoms d'objet non accentués, on ne fait pas de distinction entre objet direct et indirect. Vers les pronoms d'objet accentués, la préposition a (devant voyelle : ad) se trouve devant le pronom :
- Jau la dun in cudesch – Je lui(elle) donne un livre.
- Jau dun in cudesch ad ella – Je lui(elle) donne un livre.
- Jau dun el ad ella. – Je le donne à elle.

#### Les pronoms possessifs

##### adjectifs
|             | masc. sg. + pl. | fem. sg. | fem. pl. |
| 1. Sg.      | mes             | mia      | mias     |
| 2. Sg.      | tes             | tia      | tías     |
| 3. Sg.      | ses             | sia      | sias     |
| 1. Pl.      | noss            | nossa    | nossas   |
| 2. Pl.      | voss            | vossa    | vossas   |
| 3. Pl.      | lur             | lur      | lur      |
| Forme polie | Voss            | Vossa    | Vossas   |

##### substantifs
|             | masc. sg. | masc. pl. | fem. sg. | fem. pl.   |
| 1. Sg.      | il mieu   | ils mes   | la mia   | las mias   |
| 2. Sg.      | il tieu   | ils tes   | la tia   | las tias   |
| 3. Sg.      | il sieu   | ils ses   | la sia   | las sias   |
| 1. Pl.      | il noss   | ils noss  | la nossa | las nossas |
| 2. Pl.      | il voss   | ils voss  | la vossa | las vossas |
| 3. Pl.      | il lur    | ils lur   | la lur   | las lur    |
| Forme polie | il Voss   | ils Voss  | la Vossa | las Vossas |

- Quai è lur cudesch. – C'est leur livre.
- Quai è mes cudesch, quel cudesch è il tieu. – C'est mon livre, ce livre est le tien.

### Inversion
Visiblement sous influence germanique, si la phrase commence par un adverbe, la position du sujet et du verbe est inversée. Les pronoms personnels sont ensuite accrochés au verbe (voir ci-dessus). Une inversion est requise dans les phrases interrogatives.
- Uschia pon els (ou poni) vegnir. – Ainsi (de cette façon) peuvent ils venir.
- Pertgè na vegnis vus betg? – Pourquoi ne venez-vous pas ?